# Matías Spanlang
Matías Spanlang (20 de febrero de 1887, Kallham, Austria - 5 de junio de 1940 en el campo de concentración de Buchenwald) fue un sacerdote católico austríaco, opositor del nacional socialismo, prisionero en los campos de concentración de Dachau y Buchenwald donde fue ejecutado, probablemente crucificado boca abajo, después de bautizar a un compañero de prisión en la fe católica.

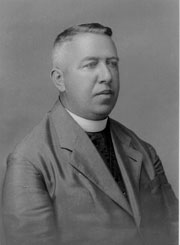
Sacerdote Matías Spanlang, 1925.

## Primeros años
Matías Spanlang nació en el seno de una familia de agricultores que vivía en Steindlgut. Gracias a su talento, le fue permitido el Abitur después de asistir a la escuela primaria y al colegio Petrinum en Linz, en 1907.
Luego estudió filosofía y teología en el seminario, donde el 31 de julio de 1910 fue ordenado sacerdote en Linz y se convirtió en capellán de la guarnición en Linz.
Fue designado vicario parroquial en 6 parroquias de 1911 a 1918. Fue nombrado capellán de brigada de Linz en 1921 de forma provisional, y el 25 de noviembre de 1922 de forma definitiva. El 31 de diciembre de 1925 no se cumplió su deseo de permanecer en el ejército como voluntario, por lo que se le confió la parroquia de San. Martin para las labores parroquiales. 
Fue un excelente predicador, con un particular estilo de expresión, realizó diligentemente visitas domiciliarias, fue un popular catequista y confesor y tuvo contacto intensivo con la población. Con motivo de su nombramiento como capellán militar en Linz, la sede episcopal confirmó que había cumplido escrupulosamente sus deberes sacerdotales pese a una inclinación por el entretenimiento y el deporte. Matías Spanlang estuvo muy interesado y versado en la política, por lo que escribió diversos artículos que fueron muy leídos en los periódicos locales y periódicos católicos.
Fue presidente de la Asociación Cristiana Alemana de Gimnasia, y presidente de la Iglesia Cristiana Alemana. Así también apoyó a un club de teatro. El interés histórico y político de Spanlang también se refleja en la crónica parroquial, expresión que durante su ejercicio procedía exclusivamente de artículos periodísticos.

## Encuentro con los nazis
En 1931 empezaron a celebrarse reuniones de los nacionalsocialistas austriacos en San Martin. Los sentimientos anti nacionalsocialistas de Spanlang los expresó desde el principio en sus sermones y artículos periodísticos, por lo que se hizo impopular en estos círculos gracias a sus sermones y artículos periodísticos. 

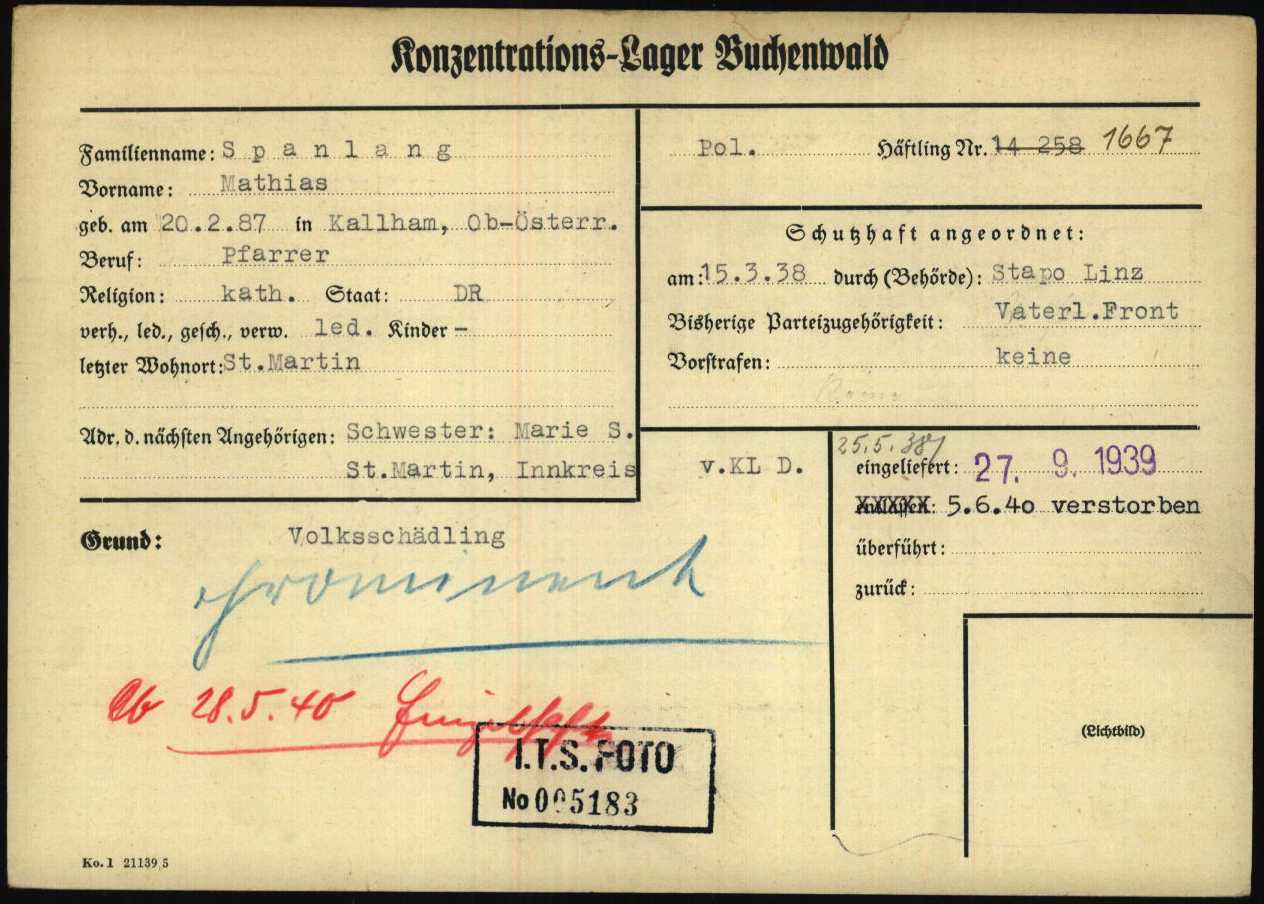
Registro de M. Spanlang en Buchenwald

El 13 de marzo de 1938, el club de gimnasia quedó bajo vigilancia y dos días después, los nazis alemanes realizaron registros en el domicilio de Matías y del conserje del club de gimnasia, y Spanlang fue arrestado ese día, llevado al tribunal de distrito y posteriormente a la prisión de Riederalp el 24 de mayo de 1938 y de allí al campo de concentración de Dachau y el 26 de septiembre de 1939 fue trasladado de Dachau al campo de concentración de Buchenwald. 
Según el informe de un compañero de prisión liberado posteriormente, el religioso cisterciense Konrad Just, Spanlang fue llevado al calabozo de detención junto con otro sacerdote, Otto Neururer porque ambos habían realizado actos espirituales prohibidos en el campo, como el de bautizar a un compañero de prisión en la fe católica. Según Konrad Just, Neururer Otto fue colgado desnudo y boca abajo sobre sus pies hasta que 34 horas después murió en agonía, como resultado de un exceso de sangre en la cabeza. 

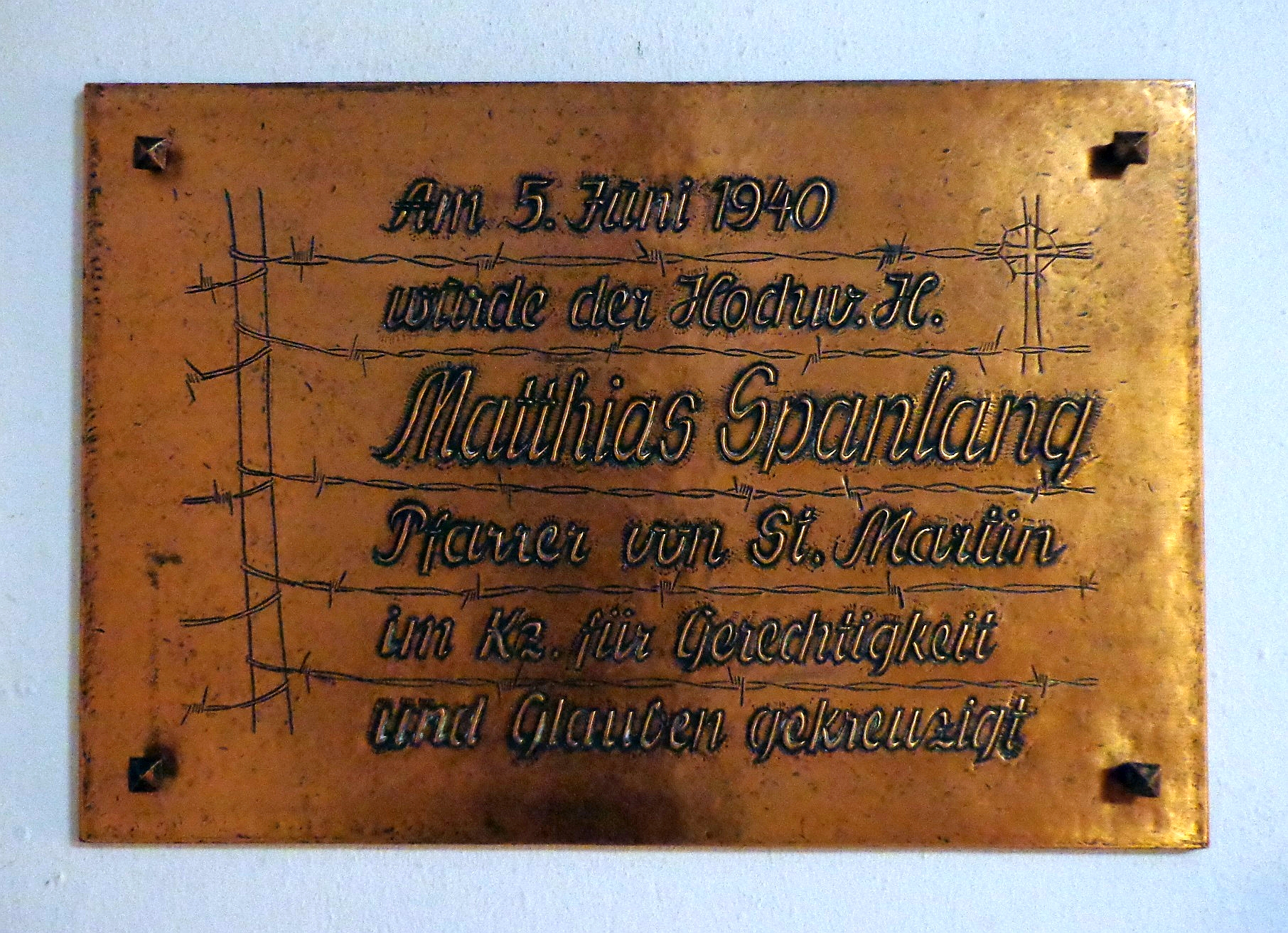
Placa conmemorativa sobre Matías Spanlang en la parroquia de San Martín en Linz.

Cuatro días después, en el llamamiento de la tarde, se informó sobre la muerte del padre Spanlang, quien se cree que fue asesinado de forma similar, aunque no hay certeza sobre cuales fueron las circunstancias de su muerte.

## Legado
En 1996,Otto Neururer fue beatificado por el Papa Juan Pablo II, pero no el padre Matías Spanlang, ya que no hay registros certeros sobre las circunstancias de su muerte.